# 점프 얼티밋 스타즈
점프 얼티밋 스타즈 (JUMP ULTIMATE STARS)는 닌텐도가 2006년 11월 23일에 발매한 닌텐도 DS용 액션 게임이다.

## 개요
주간 소년 점프의 역대 연재작 중 41 작품, 300명 이상의 캐릭터가 참가하여 싸우는 액션 게임이다. 총 890 '코마'로 이루어져 있으며 전투(실제사용),서포트(소환류),헬프(일종의 패시브스킬부여) 로 나뉜다. 3속성(힘,지,소)로 나뉘어 서로 상성으로 대미지 약 1.5배로 받는다. 대미지 경감은 없다.
룰은 포인트/데스매치/심볼전이 있다.

## 등장 만화
- 가정교사 히트맨 REBORN!
- 근육맨
- 나루토
- 닌쿠
- 닥터 슬럼프
- 데스노트
- 돌격! 남자 훈련소
- 드래곤 볼
- 디그레이맨
- 딸기 100%
- 떴다! 럭키맨
- 마인탐정 네우로
- 못말리는 블루스
- 못말리는 타잔
- 무장연금
- 무적코털 보보보
- 무효와 로지의 마법률 상담 사무소
- 바람의 검심
- 북두의 권
- 블랙캣
- 블리치
- 비호감왕자 타이조
- 뿡야뿡야 왕바우
- 삐리리~불어봐!재규어
- 샤먼킹
- 세인트 세이야
- 슬램 덩크
- 아이실드 21
- 아이즈
- 여기는 잘나가는 파출소
- 우주해적 코브라
- 원피스
- 유유백서
- 유희왕
- 은혼
- 죠죠의 기묘한 모험
- 지옥 선생 누베
- 캡틴 츠바사
- 테니스의 왕자
- 헌터X헌터